# 坪林虎字碑
坪林虎字碑，是位於臺灣新北市坪林區水德里坪林茶業博物館內，刻有虎字的石碑。

## 歷史
受閩浙總督左宗棠舉奏調任臺灣鎮總兵的劉明燈於同治六年（1867年）、同治七年（1868年）先後在貢寮草嶺古道、坪林跑馬古道各立了一座虎字碑。其中坪林的虎字碑，原本立於北宜公路56Ｋ、近宜蘭石牌之處，高133公分、寬71公分，雲紋為框，直幅行書，中央陰刻「虎」字，右款「同治七年九月」，左下款「劉明燈書」，下有「提督軍門」、「斐凌阿巴圖魯」二印。臺灣警備總司令部在坪林興建管訓機構並開墾山路，虎字碑遂被移至臺北市博愛路警備總部。吳基瑞推測是1961年左右移入，而退伍軍官李之澄回憶在民國四十年代就在防空洞見到此碑。臺北縣政府1975年舉辦文物展覽會時，該年社會局官員簡火塗提出坪林虎字碑不知去向。
2001年，臺北市文化局接獲民眾通報指稱軍管區司令部內有虎字碑，就在10月4日由時任文化局長的龍應台前往會勘。該處今為國防部後備司令部中庭公園。龍應台見到此碑與草嶺虎字碑材質相同，僅左上角一小部分筆法稍有差異，草領古道的虎字較圓順，軍官區司令部的虎字尖而突出，就開玩笑說有部分性的象徵意涵、軍方這座屬公虎。坪林人梁金生等得知後，即透過縣政府文化局爭取返回坪林。國防部同意歸還，放置坪林茶博館展示保存，還另外複製兩座，一座放在後備司令部，另一座放置在建碑原址，並設立解說牌。2005年11月19日，坪林茶博館舉行揭碑儀式。茶業博物館地址為新北市坪林區水德里水聳淒坑19-1號。
2008年初，臺北縣文化局向各鄉鎮公所、民間團體徵求提報古物，但四個月以來，僅坪林鄉公所提報虎字碑，其餘都無回應。臺北縣文化局在2009年6月4日公告此碑在北台灣開發史中具有歷史意義，以「坪林虎字碑」之名登錄為台北縣一般古物，並繼續由茶博館保存展示，也在北縣導覽資訊中介紹虎字碑。

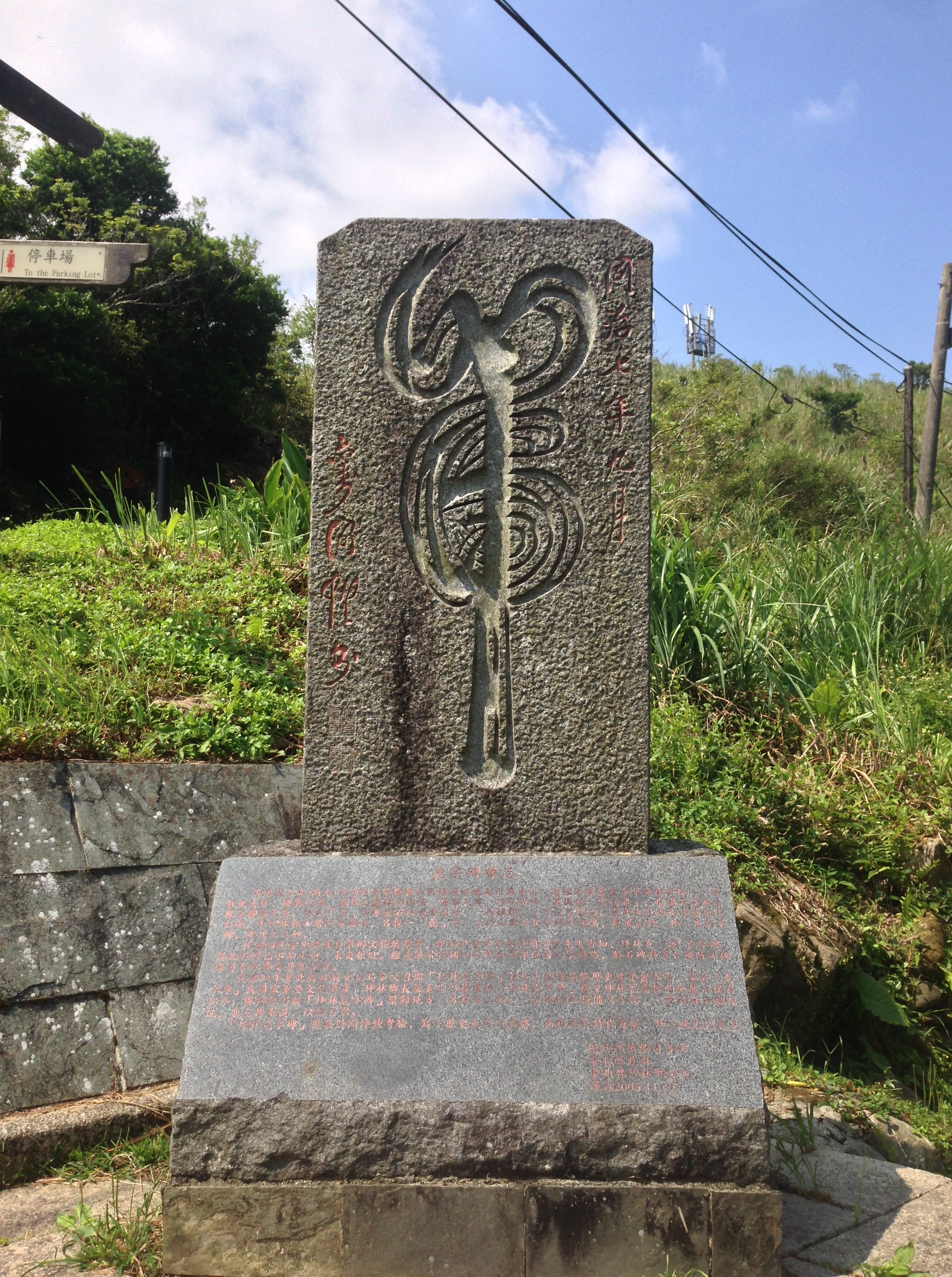
石牌縣界公園坪林虎字碑複製品

## 相關虎字碑
- 虎字碑 (貢寮):位於臺灣新北市貢寮區福隆里草嶺古道埡口上、刻有虎字的石碣。
- 大里虎字碑:位於大里遊客中心的貢寮虎字碑複製品，提供旅客拓碑。